# دیوید مانچینی
دیوید مانچینی (به انگلیسی: David Mancini) (متولد ۱۵ ژوئیه ۱۹۷۰) یک بازرس خصوصی آمریکایی است که به دلیل تحقیقاتش در 2001 در مورد ناپدید شدن برادر داماد اسلش گیتاریست گروه راک گانز ان روزز معروف است. تحقیقات وی تقریباً یک سال به طول انجامید و در چندین ایالت در ایالات متحده آمریکا ادامه داشت.
او در برنامه‌های تلویزیونی متعددی از جمله ئی! سرگرمی ویژه «روانی هالیوود: جستجوی حقیقت» و «آن نمایش صبح» شرکت نمود!
او مشاوره تحقیقاتی یا امنیتی را برای موسیقی دانان، بازیگران، ورزشکاران حرفه‌ای و چهره‌های عمومی، گروه موسیقی استیون آدلر، گیتاریست اسلش، ارائه داده‌است.